# Strangalia succincta
Strangalia succincta är en skalbaggsart som först beskrevs av Ludwig Redtenbacher 1868.  Strangalia succincta ingår i släktet Strangalia och familjen långhorningar. Inga underarter finns listade i Catalogue of Life.